# Korean-Air-Flug 6316
Am 15. April 1999 verunglückte ein Frachtflugzeug des Typs McDonnell Douglas MD-11 auf dem Korean-Air-Flug 6316 (Flugnummer: KE6316) etwa drei Minuten nach dem Start vom Flughafen Shanghai-Hongqiao. Bei dem Unfall kamen die drei Besatzungsmitglieder sowie fünf Personen am Boden ums Leben. Zusätzlich wurden 40 Personen am Boden verletzt, davon vier schwer.

## Flugzeug
Das Flugzeug (Kennzeichen: HL7373, c/n: 48409, s/n: 490) absolvierte am 19. Februar 1992 seinen Erstflug und wurde am 24. März 1992 als dritte von vier McDonnell Douglas MD-11 an Korean Air ausgeliefert. Die südkoreanische Fluggesellschaft nutzte die Maschine zunächst als Passagierflugzeug und ließ sie im März 1996 zum Frachtflugzeug umbauen. Bis zum Eintritt des Unfalls hatte die Maschine insgesamt 28347 Flugstunden und 4463 Flüge absolviert.

## Unfallhergang
Vor Abflug aus Shanghai hatte die Besatzung vom Fluglotsen im Tower die Streckenfreigabe nach Seoul erhalten sowie die Anweisung bekommen, nach dem Start von der Bahn 18 auf 900 Meter zu steigen. Weil die Flugsicherung in der Volksrepublik China bei Höhenangaben ausschließlich die Maßeinheit Meter verwendet, erfolgte dementsprechend keine zusätzliche Nennung in der international üblichen Standardeinheit Fuß.
Zudem wurde den Piloten mitgeteilt, dass der Abflug nach dem Standardverfahren NHW (SID NHW) zu erfolgen hätte. Die Besatzung gab dieses Verfahren korrekt in den Flight Management Computer (FMC) des Flugzeugs ein. Es sah zunächst den Überflug eines ungerichteten Funkfeuers (NDB WB) vor, das rund sechs Kilometer in Verlängerung der Startbahn liegt. Im Anschluss sollte die Maschine nach links auf ein Drehfunkfeuer (VOR NHW) eindrehen und dieses als zweiten Wegpunkt überfliegen.
Die McDonnell Douglas MD-11 hob um 16:02 Uhr Ortszeit von der Startbahn 18 des Flughafens Shanghai ab. Als der Kapitän den Autopiloten in einer Flughöhe von 120 Metern (400 Fuß) aktivierte, ging er fälschlich davon aus, dass die Maschine nun augenblicklich nach links auf das VOR NHW eindrehen würde. Der Autopilot setzte zwar den Steigflug auf 900 Meter fort, leitete jedoch richtigerweise keine Linkskurve ein, weil der erste Wegpunkt (NDB WB) noch nicht überflogen worden war. Die Piloten, die sich nur unzureichend mit den Abflugverfahren vertraut gemacht hatten, konnten sich die ausgebliebene Kursänderung nicht erklären. Während die Besatzung durch dieses vermeintliche Problem weiterhin abgelenkt war, erhielt der für den Funkverkehr zuständige Kopilot um 16:02:26 Uhr vom Tower die Anweisung, Kontakt mit der Abflugkontrolle aufzunehmen. Diese forderte die Piloten um 16:02:51 Uhr auf, nach links auf das Drehfunkfeuer NHW einzudrehen und dabei auf 1500 Meter zu steigen. Die Maschine ging parallel dazu in die Linkskurve über, stieg aber nicht, weil der Kapitän zwischenzeitlich den Arbeitsmodus des Autopiloten verändert hatte. Die Abflugkontrolle wies die Besatzung daher um 16:03:18 ein zweites Mal an, auf 1500 Meter zu steigen. Der Kopilot gab die Aufforderung zum Steigflug an den Kapitän weiter, allerdings ohne ihm dabei eine Höhenangabe zu nennen.
Erst nachdem das Flugzeug in den Steigflug übergegangen war, fragte der Kapitän nach der freigegebenen Flughöhe. Der Kopilot nannte ihm daraufhin zweimal fälschlich 1500 Fuß statt 1500 Meter. Zu diesem Zeitpunkt befand sich das Flugzeug in einer Höhe von etwa 1350 Meter, was rund 4440 Fuß entsprach. In der falschen Annahme, dass sich die Maschine fast 3000 Fuß über der freigegebenen Höhe befinden würde, reduzierte der Kapitän die Triebwerksleistung, verstellte die Trimmung des Höhenleitwerks in eine kopflastige Position (negativer Pitch) und leitete um 16:04:19 Uhr in einer Flughöhe von 1370 Meter (4500 Fuß) durch einen abrupten Ausschlag des Höhenruders einen sehr steilen Sinkflug ein. Das Flugzeug schlug 16 Sekunden später rund zwölf Kilometer südwestlich des Flughafens Shanghai in einem industriellen Erschließungsgebiet auf. Der Aufschlag erfolgte mit einer Geschwindigkeit von knapp 740 km/h (398 kts) und in einem negativen Neigungswinkel von etwa 20 bis 40 Grad.

## Unfallursache
Die Untersuchung der Wrackteile erbrachte keinen Hinweis auf eine Beschädigung des Flugzeugs oder seiner flugrelevanten Systeme vor dem Aufschlag. Ebenso schlossen die Ermittler eine Fehlfunktion des Autopiloten oder des Flight Management Computers sowie eine Verschiebung der Ladung aus.
Nach Ansicht der chinesischen Luftfahrtbehörde (CAAC) verursachte der Kapitän den Unfall durch eine Überreaktion auf die vom Kopiloten fälschlich in Fuß statt in Metern genannte Höhenangabe. Die überzogene Reaktion des Kapitäns war für die Ermittler nur schwer verständlich, zumal die Piloten schon vor Abflug die Freigabe für einen anfänglichen Steigflug auf 900 Meter (entspricht rund 2950 Fuß) erhalten und sich somit bereits vor Beginn des weiteren Steigens oberhalb von 1500 Fuß befunden hatten. Das Abfangen der Maschine aus dem steilen Sinkflug wurde von der Besatzung zu spät eingeleitet und durch die kopflastige Trimmung des Höhenleitwerks zusätzlich erschwert. Die chinesischen Ermittler stuften den Unfall als „controlled flight into terrain“ ein.
Die Untersuchungskommission bemängelte die unzureichende und nur oberflächliche Planung des Abflugverfahrens, die im Cockpit stattgefunden hatte und vom Stimmenrekorder aufgezeichnet worden war. Die Aufnahmen machten deutlich, dass insbesondere der Kapitän erhebliche Schwierigkeiten hatte, die Höhenangaben zu erfassen und diese von Fuß in Metern umzurechnen. So musste ihn der Kopilot beispielsweise darauf hinweisen, dass die zunächst freigegebene Flughöhe von 900 Metern nicht 1000 Fuß entspräche.